# Liste des moulins à vent d'Utrecht
Cet article recense les moulins à vent de la province d'Utrecht, aux Pays-Bas.

## Liste
| Moulin                     | Localité            | Commune             | Type          | Fonction                            | Date                | #1   | #2   | Coordonnées                      | Illus. |
| -------------------------- | ------------------- | ------------------- | ------------- | ----------------------------------- | ------------------- | ---- | ---- | -------------------------------- | ------ |
| Rijn en Weert (nl)         | Werkhoven           | Bunnik              | Stellingmolen | Minoterie                           | 1882                | 853  | 461  | 52° 01′ 41″ nord, 5° 14′ 28″ est |        |
| De Hoop (nl)               | Bunschoten          | Bunschoten          | Stellingmolen |                                     | 2008                | 1312 | 2005 | 52° 14′ 35″ nord, 5° 22′ 23″ est |        |
| Geesina (nl)               | Groenekan           | De Bilt             | Stellingmolen | Minoterie                           | v. 1843             |      | 130  | 52° 07′ 36″ nord, 5° 08′ 28″ est |        |
| De Kraai (nl)              | Westbroek           | De Bilt             | Stellingmolen | Minoterie, production d'électricité | 1880                | 854  | 462  | 52° 08′ 51″ nord, 5° 07′ 29″ est |        |
| Broekzijder Molen (nl)     | Abcoude             | De Ronde Venen      | Grondzeiler   | Moulin à polder                     | 1641                | 826  | 33   | 52° 17′ 06″ nord, 5° 00′ 13″ est |        |
| Oostzijdse Molen (nl)      | Abcoude             | De Ronde Venen      | Grondzeiler   | Moulin à polder                     | 1874                | 827  | 34   | 52° 16′ 33″ nord, 4° 59′ 41″ est |        |
| Hoog- en Groenland (nl)    | Baambrugge          | De Ronde Venen      | Grondzeiler   | Moulin à polder                     | v. 1680             | 828  | 32   | 52° 15′ 30″ nord, 4° 59′ 09″ est |        |
| De Veenmolen (nl)          | Wilnis              | De Ronde Venen      | Grondzeiler   | Minoterie                           | 1823                | 856  | 466  | 52° 11′ 46″ nord, 4° 54′ 54″ est |        |
| De Windotter (nl)          | IJsselstein         | IJsselstein         | Stellingmolen | Minoterie                           | 1732                | 834  | 191  | 52° 01′ 04″ nord, 5° 02′ 35″ est |        |
| De Middelste Molen (nl)    | Cabauw              | Lopik               | Moulin cavier | Moulin à polder                     | 1773                | 830  | 63   | 51° 57′ 57″ nord, 4° 52′ 18″ est |        |
| De Valk (nl)               | Montfoort           | Montfoort           | Stellingmolen | Minoterie                           | 1753                | 839  | 346  | 52° 02′ 34″ nord, 4° 56′ 48″ est |        |
| Oudegeinse molen (nl)      | Nieuwegein          | Nieuwegein          | Moulin cavier | Moulin à polder                     | 1640 / 2003         | 1248 | 351  | 52° 01′ 17″ nord, 5° 04′ 54″ est |        |
| 't Wissel (nl)             | Elst                | Rhenen              | Grondzeiler   | Minoterie                           | 1855                | 832  | 86   | 51° 59′ 21″ nord, 5° 28′ 50″ est |        |
| Binnenmolen (nl)           | Rhenen              | Rhenen              | Stellingmolen | Minoterie                           | 1893                | 845  | 378  | 51° 57′ 31″ nord, 5° 34′ 00″ est |        |
| De Windhond (nl)           | Soest               | Soest               | Stellingmolen | Minoterie                           | 2006 / 2008         | 1300 | 1345 | 52° 10′ 18″ nord, 5° 18′ 19″ est |        |
| Kortrijkse Molen (nl)      | Breukelen           | Stichtse Vecht      | Moulin cavier | Moulin à polder                     | 1696                | 829  | 60   | 52° 10′ 12″ nord, 4° 59′ 21″ est |        |
| Kockengense Molen (nl)     | Kockengen           | Stichtse Vecht      | Moulin cavier | Moulin à polder                     | 1675                | 835  | 198  | 52° 08′ 34″ nord, 4° 56′ 49″ est |        |
| Spengense Molen (nl)       | Kockengen           | Stichtse Vecht      | Moulin cavier | Moulin à polder                     | 1841                | 836  | 197  | 52° 09′ 39″ nord, 4° 56′ 06″ est |        |
| De Hoop (nl)               | Loenen aan de Vecht | Stichtse Vecht      | Stellingmolen | Ancienne minoterie                  | 1901                | 837  | 224  | 52° 12′ 37″ nord, 5° 01′ 39″ est |        |
| Loenderveense Molen (nl)   | Loenen aan de Vecht | Stichtse Vecht      | Grondzeiler   | Moulin à polder                     | 1652                | 838  | 225  | 52° 12′ 51″ nord, 5° 02′ 11″ est |        |
| Oukoper Molen (nl)         | Nieuwer Ter Aa      | Stichtse Vecht      | Moulin cavier | Moulin à polder                     | 1644 / 1839         | 841  | 355  | 52° 12′ 19″ nord, 4° 59′ 16″ est |        |
| Garstenmolen (nl)          | Nigtevecht          | Stichtse Vecht      | Grondzeiler   | Moulin à polder                     | 1876                | 842  | 353  | 52° 15′ 52″ nord, 5° 01′ 33″ est |        |
| Buitenwegse Molen (nl)     | Oud-Zuilen          | Stichtse Vecht      | Moulin cavier | Moulin à polder                     | 1830                | 843  | 369  | 52° 08′ 02″ nord, 5° 03′ 57″ est |        |
| Westbroekse Molen (nl)     | Oud-Zuilen          | Stichtse Vecht      | Grondzeiler   | Moulin à polder                     | 1753                | 844  | 370  | 52° 08′ 03″ nord, 5° 03′ 55″ est |        |
| De Trouwe Waghter (nl)     | Tienhoven           | Stichtse Vecht      | Moulin cavier | Ancien moulin à polder              | 1832                | 846  | 422  | 52° 10′ 19″ nord, 5° 05′ 32″ est |        |
| De Ruiter (nl)             | Vreeland            | Stichtse Vecht      | Stellingmolen | Minoterie                           | 1910 / 1735         | 851  | 446  | 52° 14′ 02″ nord, 5° 01′ 52″ est |        |
| Hoekermolen (nl)           | Vreeland            | Stichtse Vecht      | Grondzeiler   | Moulin à polder                     | 1874                | 852  | 354  | 52° 15′ 09″ nord, 5° 02′ 13″ est |        |
| Houtzaagmolen De Ster (nl) | Utrecht             | Utrecht             | Stellingmolen | Scierie                             | 1739 / 1999         | 847  | 428  | 52° 05′ 23″ nord, 5° 06′ 02″ est |        |
| Rijn en Zon (nl)           | Utrecht             | Utrecht             | Stellingmolen | Minoterie                           | 1913                | 848  | 427  | 52° 05′ 57″ nord, 5° 06′ 56″ est |        |
| Maallust (nl)              | Amerongen           | Utrechtse Heuvelrug | Beltmolen     | Minoterie                           | 1830                | 1317 | 39   | 51° 59′ 57″ nord, 5° 27′ 20″ est |        |
| De Nieuwe Molen (nl)       | Veenendaal          | Veenendaal          | Stellingmolen | Minoterie                           | 1911                | 849  | 435  | 52° 01′ 55″ nord, 5° 33′ 18″ est |        |
| De Vriendschap (nl)        | Veenendaal          | Veenendaal          | Stellingmolen | Minoterie                           | 1872                | 850  | 436  | 52° 02′ 03″ nord, 5° 33′ 08″ est |        |
| Hoekmolen (nl)             | Hei- en Boeicop     | Vijfheerenlanden    | Moulin cavier | Moulin à polder                     | 2004                | 987  | 168  | 51° 56′ 16″ nord, 5° 02′ 37″ est |        |
| Ter Leede (nl)             | Leerdam             | Vijfheerenlanden    | Moulin cavier | Moulin à polder                     |                     | 1024 | 211  | 51° 53′ 24″ nord, 5° 05′ 21″ est |        |
| Bonkmolen (nl)             | Lexmond             | Vijfheerenlanden    | Moulin cavier | Moulin à polder                     | 1853 / ?            | 1056 | 216  | 51° 55′ 18″ nord, 5° 00′ 22″ est |        |
| Vlietmolen (nl)            | Lexmond             | Vijfheerenlanden    | Moulin cavier | Moulin à polder                     | XVIIe siècle / 2002 | 1044 | 212  | 51° 56′ 35″ nord, 5° 00′ 00″ est |        |
| Stijve Molen (nl)          | Meerkerk            | Vijfheerenlanden    | Moulin cavier | Moulin à polder                     | 1665                | 1057 | 215  | 51° 54′ 55″ nord, 4° 57′ 31″ est |        |
| Oog in 't Zeil (nl)        | Cothen              | Wijk bij Duurstede  | Stellingmolen | Minoterie                           | 1869                | 831  | 64   | 51° 59′ 53″ nord, 5° 18′ 40″ est |        |
| Rijn en Lek (nl)           | Wijk bij Duurstede  | Wijk bij Duurstede  | Stellingmolen | Minoterie                           | 1659                | 855  | 465  | 51° 58′ 17″ nord, 5° 20′ 58″ est |        |
| De Windhond (nl)           | Woerden             | Woerden             | Stellingmolen | Minoterie                           | 1755                | 857  | 471  | 52° 05′ 03″ nord, 4° 53′ 00″ est |        |